# Douglas (Michigan)
Douglas – miasto w Stanach Zjednoczonych, w stanie Michigan, w hrabstwie Allegan.